# Maryam Palizban

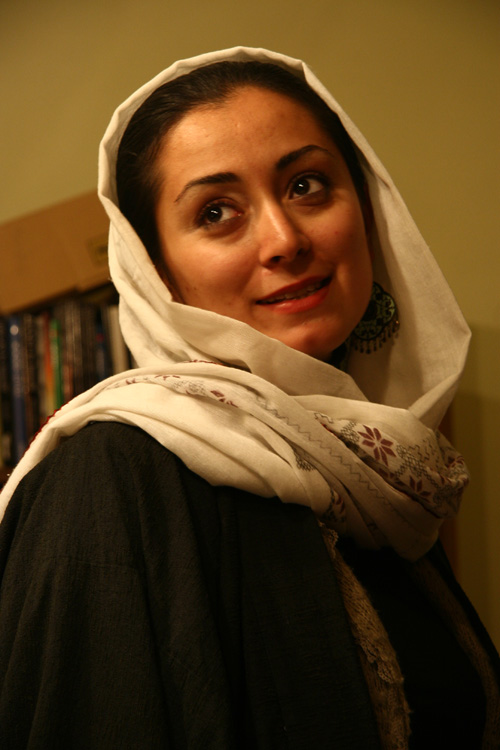
Maryam Palizban

Maryam Palizban (persisch مریم پالیزبان, * 6. Oktober 1981 in Urmia, Iran) ist eine iranische Film- und Theaterschauspielerin.

## Leben und Wirken
Sie schloss 2004 ihr Studium der darstellenden Künste und der Theaterwissenschaften an der Fakultät für Bildende Künste der Universität Teheran ab und promovierte 2014 an der Freien Universität Berlin, Deutschland.
Von 2012 bis 2014 war sie Forschungsstipendiatin zum Thema „Märtyrer auf der Bühne. Aufführung des Märtyrertums in der Ta’ziya als ein schiitisches Theater-Ritual“ im Rahmen des Projekts „Figurationen des Märtyrers in nahöstlicher und europäischer Literatur“ am Zentrum für Literatur- und Kulturforschung Berlin (ZfL).
In den Jahren 2016 und 2017 war sie Gastwissenschaftlerin am Käte Hamburger Kolleg der Ruhr-Uni Bochum und forschte an einem Projekt über Religion als theatralem Raum mit dem Titel „Der theatrale Raum des Glaubens, der Transzendenz und der Immanenz im römisch-katholischen Christentum und im schiitischen Islam: Von Napoli bis Rasht“.
Im Iran ist sie als Schauspielerin und Dichterin bekannt. Sie spielte eine Hauptrolle in dem Film Deep Breath, für den sie von der iranischen Filmakademie während des 21. internationalen Filmfestivals Fajr als beste Schauspielerin nominiert wurde. Weitere iranische Filme, in denen sie auftrat, sind Fat Shaker (2013) und Lantouri (2016).
Maryam Palizban lebt und arbeitet als Wissenschaftlerin, Autorin und Filmkünstlerin in Berlin und Teheran und veröffentlicht zu den Themen Kulturtheorie, Religion und Kulturgeschichtliche mit dem Fokus auf Iran in den Sprachen Deutsch, Englisch und Farsi. Ihre Dissertation erschien in Berlin im Jahr 2014 unter dem Titel „Performativität des Mordes“.

## Filmographie
- Deep Breath (Internationale Filmfestspiele von Cannes, 2003)
- Fat Shaker (2013)
- Lantouri (Berlinale, 2016)[5][6]

## Veröffentlichungen
- Maryam Palizban: Performativität des Mordes. In: LiteraturForschung. Band 27. Kulturverlag Kadmos, Berlin 2016, ISBN 978-3-86599-310-6 (uni-frankfurt.de).
- »Ta'ziyeh In Kalāk« Ein Film von Maryam Palizban. Abgerufen am 4. November 2022 (englisch, passwortgeschützt, Passwort kann angefordert werden.).
- Maryam Palizban: Persische Zypresse (Buta Djika) – Paisleymuster. In: Christine Kutschbach, Falko Schmieder (Hrsg.): Von Kopf bis Fuß : Bausteine zu einer Kulturgeschichte der Kleidung. Kulturverlag Kadmos, Berlin 2015, ISBN 978-3-86599-289-5, S. 296–300 (uni-frankfurt.de).